# ТЕС Гезер
31°54′51″ пн. ш. 34°54′57″ сх. д. / 31.91417° пн. ш. 34.91583° сх. д.
ТЕС Гезер – теплова електростанція у центральній частині Ізраїлю, поблизу Рамли. Частина її енергоблоків використовує технологію комбінованого парогазового циклу.
Спершу у 1998 році на майданчику станції ввели в експлуатацію чотири газові турбіни загальною потужністю 592 МВт, встановлені для роботи у відкритому циклі. А у 2007-му стали до ладу два парогазові блоки потужністю по 372 МВт, кожен з яких має одну газову турбіну, котра через котел-утилізатор живить одну парову турбіну.
Як паливо станція спершу використовувала нафту, проте у 2007-му перейшла на природний газ, який подавався сюди по відгалуженню від Центрального газопроводу.
Для охолодження використовують воду, котра надійшла із очисних споруд.